# Ловец душ (роман)
Ловец душ — роман американского писателя-фантаста Фрэнка Герберта, опубликованный в 1972 году.

## Сюжет
Сюжетная нить романа строится вокруг похищения Дэвида — мальчика из богатой белой американской семьи молодым индейцем по имени Чарлз Хобухет. Роман строится как описание путешествия Чарлза и Дэвида по Дикой территории (американскому национальному парку), в процессе которого раскрываются истинные мотивы Чарлза. Пережив мистический опыт и личную трагедию (самоубийство сестры, зверски изнасилованной бандой белых лесорубов) он осознает себя Ловцом Душ, шаманом и воплощением индейского духа на Земле. Он отказывается от английского имени Чарлз и начинает именовать себя Катсук, а похищенного мальчика называет Хокват — этим словом племя Катсука некогда называло всех белых. Он считает, что обязан принести его в жертву («одного Невинного за тысячи невинных»), чтобы тем самым передать белой цивилизации, которую Катсук считает умирающей и порочной, своё «духовное послание». Отношения мальчика и индейца, которые сначала были всего лишь отношениями жертвы и похитителя, постепенно приобретают мистический характер столкновения двух цивилизаций и мировоззрений.